# Verdrag van Parijs (1303)
Het Verdrag van Parijs werd getekend op 20 mei 1303 tussen Filips IV van Frankrijk en Eduard I van Engeland.

## Achtergrond
Eduard was bezitter van Guyenne en Aquitanië en daardoor vazal van Filips. Na een banaal maritiem incident confisqueerde Filips, de Franse eigendommen van Eduard, het begin van de Frans-Engelse Oorlog (1294-1299).

## Overeenkomsten
Er werd overeengekomen dat Eduard zijn grondgebied terugkreeg en er werd een dubbel huwelijk gearrangeerd.
Eduard huwde met de zus van Filips, Margaretha en de zoon van Eduard, Eduard II van Engeland, kreeg de hand van de dochter van Filips, Isabella.